# Dasumia amoena
Dasumia amoena là một loài nhện trong họ Dysderidae.
Loài này thuộc chi Dasumia. Dasumia amoena được Wladislaus Kulczynski miêu tả năm 1897.